# Tretton vid bordet
Tretton vid bordet (eng: Lord Edgware dies, 1933, äv. Thirteen at Dinner) är en detektivroman av Agatha Christie publicerad 1933.
Romanen handlar om Hercule Poirot, Arthur Hastings och kommissarie Japp. En amerikansk skådespelerska som är gift med Lord Edgware ber Poirot att hjälpa henne att skilja sig från sin man. Poirot går med på att hjälpa henne och träffar hennes man. Samma kväll ses skådespelerskan på en middag med tretton gäster, vilket har en associerad vidskepelse. Nästa morgon hittas Lord Edgware och en annan amerikansk skådespelerska mördade, var och en i sina egna hem. Poirot undersöker.
Romanen mottogs väl vid publiceringen, både i London och New York, och den ledtråd som kom från en främlings slumpmässiga kommentar var genialisk. En senare recension kallade den smart och ovanligt.

## Historia
Bokens dedikation lyder:

Till Dr. och Mrs. Campbell Thompson
Reginald Campbell Thompson (21 augusti 1876 – 23 maj 1941) var en brittisk arkeolog och den andre expeditionsledaren som anställde Christies make Max Mallowan för att arbeta vid en av hans utgrävningar. Erbjudandet om arbete kom 1930 när Mallowans arbetsgivare, Leonard Woolley, visade sig vara besvärlig i och med hans föreslagna äktenskap med Agatha och deras önskan att hon skulle följa med sin man på utgrävningen i Ur, även om det verkliga motståndet kom från Leonard Woolleys besvärliga fru, Katharine (se dedikationen till Miss Marples mysterier). Thompson grävde i Nineve och Max anslöt sig till teamet där i september 1931 och månaden därpå följde Agatha efter. Inbjudan bekräftades först efter att Mallowans hade följt med Thompson för en helg på landet nära Oxford där de utsattes för en terrängklättring på "den regnigaste möjliga dagen över ojämn terräng" följt av ytterligare ett test för att säkerställa att varken Agatha eller Max var kräsna med maten. Dessa skulle se till att båda kunde uthärda de hårda förhållandena under en säsong i Iraks vildmark. Agatha var van vid att gå över Dartmoor och hade en mycket god aptit och klarade testerna med bravur.
Förhållandet mellan Mallowans och Thompson var mycket mer avslappnat än det hade varit med Woolleys. Den enda källan till tvist var att Thompson var notoriskt sparsam med pengar och ifrågasatte varje utgift. Hästar var en viktig del av expeditionen, men Thompson köpte bara fattiga, dåligt tränade djur. Han insisterade dock på att Max skulle rida dem med skicklighet eftersom att ramla av en skulle innebära att "inte en enda arbetare kommer att ha en gnutta respek Christies konflikt med Thompson angående denna aspekt av hans karaktär berodde på att hon insisterade på att köpa ett fast bord att placera sin skrivmaskin på så att hon kunde slutföra sin nästa bok. Thompson förstod inte varför hon inte kunde använda apelsinlådor, men blev förfärad över att hon personligen spenderade tio pund på ett bord på en lokal basar (även om Max mindes i sina egna memoarer att summan var tre pund.) och det tog honom ungefär två veckor att återfå humöret över denna "extravagans". Efter detta gjorde han dock ofta artiga förfrågningar om hur boken Tretton vid bordet fortskred, som var tillägnad honom och hans fru. Ett skelett som hittades vid utgrävningen fick namnet "Lord Edgware". En enastående ära som Christie förärade paret Thompson var att läsa upp manuskriptet till boken för dem, något som hon normalt bara gjorde för sin familj (Se Externa länkar nedan).

## Handling
När Hercule Poirot går på en föreställning av imitatören Carlotta Adams blir han kontaktad av skådespelerskan Jane Wilkinson. Hon ber honom om hjälp med att be sin man, Lord Edgware, att skilja sig från henne. Trots att han är katolik går Poirot med på det, men blir förvånad när han får veta att Edgware redan har gått med på skilsmässa och skickat ett brev till sin fru som bekräftar detta. Wilkinson förnekar att hon tagit emot den. Följande morgon informerar chefskommissarie Japp Poirot och hans vän Arthur Hastings om att Edgware mördats i sitt hem i Regent Gates kvällen innan, knivhuggen i nacken. Wilkinson bevittnades av Edgwares butler och hans sekreterare när hon besökte sin man den kvällen, men en morgontidning avslöjar att hon deltog i en middagsbjudning den kvällen, vars gäster bekräftar detta. Poirot blir snart orolig för Adams säkerhet och minns att hon kunde utge sig för att vara Wilkinson. Adams hittas död samma morgon av en överdos av veronal.
I sitt sökande efter svar noterar Poirot några fakta: Bryan Martin, en före detta älskare till Wilkinson innan hon träffade den förmögne hertigen av Merton, beskriver henne bittert som en amoralisk person; Donald Ross, en gäst på festen, bevittnade hur hon tog emot ett telefonsamtal från någon den kvällen. Adams hade ett par pincené, tillsammans med ett guldfodral som innehöll drogen, som har en förbryllande inskription i sig; Edgwares brorson, Ronald Marsh, hade blivit avskuren från sitt bidrag av sin farbror tre månader tidigare. En summa francs som tidigare var i Edgwares ägo har försvunnit tillsammans med hovmästaren. När Poirot får veta att Adams hade skickat ett brev till sin syster i Amerika före sin död ber han om det. En kopia skickas via telegram och avslöjar att Adams erbjöds 10 000 dollar för ett hemligt projekt. Poirot misstänker att hon anlitades för att utge sig för att vara Wilkinson.
Japp arresterar snart Marsh, baserat på detta brev. Marsh förnekar att han anlitat Adams eller dödat sin farbror men uppger att han och hans kusin Geraldine gick till Regent Gates på mordkvällen, där han såg Martin komma in i huset, även om Geraldine inte gjorde det eftersom hon hämtade något åt honom. Poirot får senare originalbrevet med posten och noterar några konstigheter med det. Hastings deltar i en lunchbjudning tillsammans med Wilkinson och Ross, där gästerna pratar om Paris i Troja. Wilkinson antar att de talar om den franska huvudstaden och börjar diskutera mode. Ross, förbryllad över detta, med tanke på hur smart Wilkinson hade varit förra gången han träffade henne, anförtror sin oro till Hastings. Han ringer senare Poirot men blir dödligt knivhuggen innan han kan förklara i detalj. I sökandet efter en teori råkar Poirot höra en slumpartad kommentar från en folkmassa som lämnar en teater, vilket leder honom till att prata med Ellis, Wilkinsons hembiträde.
Poirot samlar ihop de misstänkta och avslöjar att mördaren i alla tre morden är Jane Wilkinson. Hennes motiv för att döda Lord Edgware är att den fromme hertigen av Merton inte skulle gifta sig med en frånskild kvinna. En änka är dock en annan sak. Hon rekryterade Adams för att utge sig för att vara henne på middagsbjudningen, medan hon dödade sin make och sedan dödade Adams efteråt med en dödlig dos veronal. Kvinnorna träffades på ett hotell för att byta kläder före och efter festen. Medan hon väntar på att Adams ska återvända från festen upptäcker Wilkinson ett brev bland Adams tillhörigheter som ännu inte hade postats och manipulerar brevet för att ange den sista mannen som nämns för morden. Ross dödades för att han insåg att Wilkinson inte deltog i middagsbjudningen. Hennes okunnighet om grekisk mytologi avslöjade henne, eftersom Adams hade varit kunnig i ämnet och därför talade om det samtidigt som han utgav sig för att vara henne.
Poirot avslöjar vad som ledde honom till hans teori: Wilkinson ljög om att hon fått sin makes brev och använde Poirot för att bevisa att hon inte hade något motiv för mordet på honom; telefonsamtalet till Adams var för att bekräfta om deras bedrägeri ännu inte hade avslöjats; pincenén tillhör Ellis, använd i en förklädnad som hon och Wilkinson bar för att hålla sina hotellmöten hemliga; guldskrinet skapades en vecka före mordet, inte nio månader som dess inskription antydde - Wilkinson lät tillverka det under falskt namn och skickade sedan Ellis för att hämta det; Ett hörn av en sida i Adams brev revs sönder av Wilkinson, som ändrade ordet "hon" till "han", för att antyda att en man anställde Adams. Poirot avslöjar att butlern stal de försvunna pengarna, som Marsh hade sett gå in i Regent Gates för att gömma dem någon annanstans. Anledningen till att han försvann var att han fick panik när polisen sökte en annan misstänkt.
Wilkinson arresteras och skriver till Poirot från fängelset om att han önskar publik till sin hängning, och visar förvånansvärt nog ingen ilska över att ha blivit omintetgjord av honom - och inte heller någon ånger.

## Personer
- Hercule Poirot - Den berömde belgiske detektiven. Indragen i fallet efter att ha blivit ombedd av Wilkinson att hjälpa henne att få skilsmässa från sin man.
- Kapten Hastings - Poirots vän och assistent i fallet. Han är berättelsens berättare.
- Kommissarie Japp - Utredaren för fallet.
- Lord Edgware - Det första offret i fallet. En förmögen engelsk pär med en hård personlighet, som är en känd samlare av konstföremål.
- Carlotta Adams - En amerikansk imitatör som gör en turné i London och Paris. Anlitad av en okänd arbetsgivare för att utge sig för att vara Edgwares fru.
- Donald Ross - En ung skådespelare som deltar i middagsbjudningen Wilkinson är med.
- Jane Wilkinson - En vacker men amoralisk amerikansk skådespelerska och Edgwares fru.
- Geraldine Marsh - Edgwares dotter från hans första äktenskap.
- Kapten Ronald Marsh - Edgwares brorson och arvtagare till hans titel.
- Genevieve "Jenny" Driver - Adams vän i London.
- Bryan Martin - En framgångsrik skådespelare som arbetade med Wilkinson och nyligen var kär i henne.
- Miss Carroll - Edgwares hushållerska.
- Alton - Edgwares butler.
- Ellis - Wilkinsons personliga hembiträde på hennes nya boende.
- Hertig av Merton - En hängiven anglo-katolik och för närvarande förälskad i Jane Wilkinson, som han planerar att gifta sig med.
- Änkehertiginna av Merton - Hertigens mor, som starkt motsatte sig hans planerade giftermål med Jane Wilkinson.

## Alternativ titel

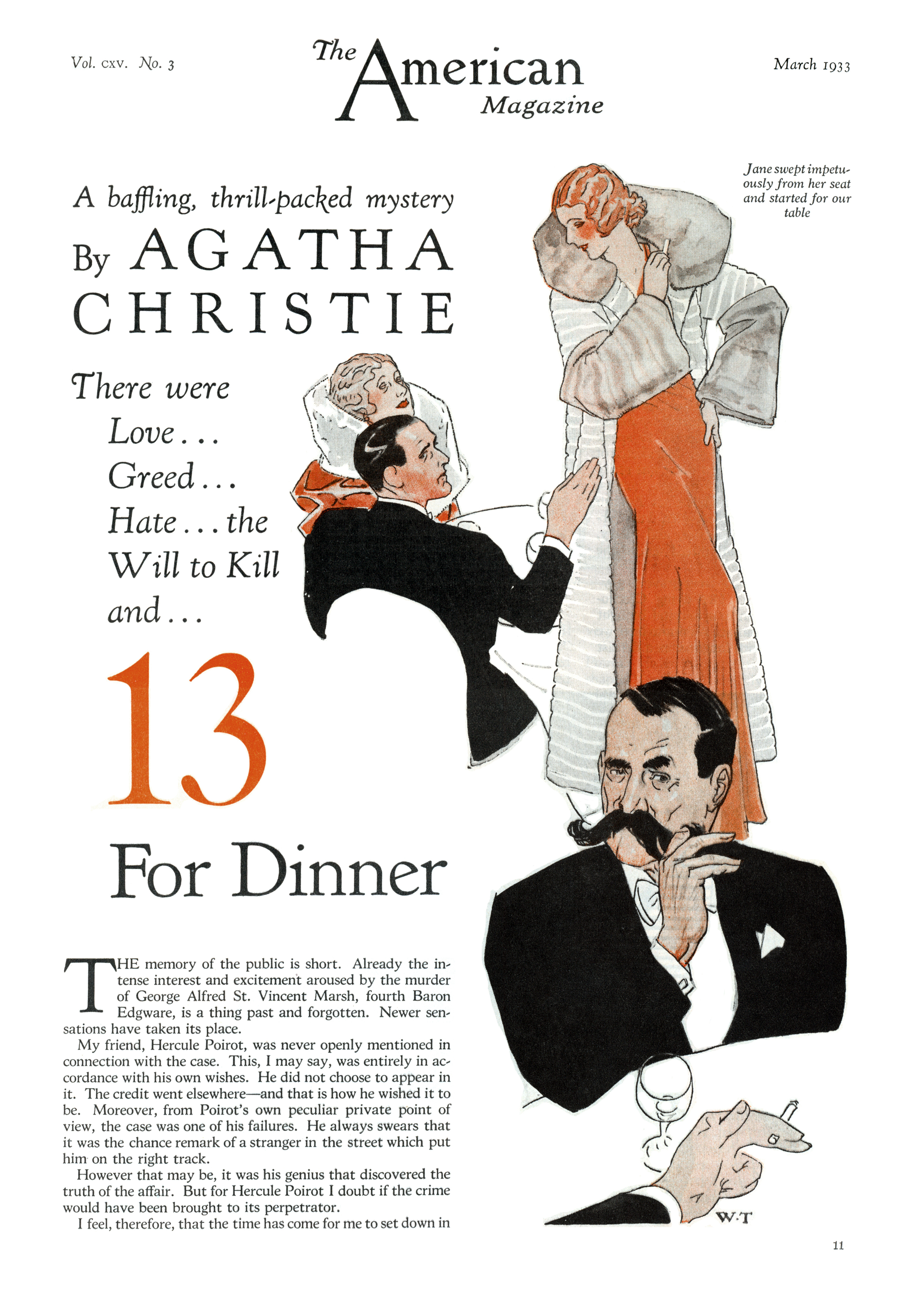
Amerikanskt omslag till boken 13 For Dinner 1933.

Bokens engelska titel Lord Edgware Dies har även titeln Thirteen For Dinner ('Tretton vid bordet'). Denna andra titel, som används på amerikanska utgåvor, härrör från en vidskepelse att det innebär otur för den som först lämnar bordet då det sitter tretton vid det. Middagen där Carlotta framgångsrikt utgav sig för att vara Jane Wilkinson saknade oväntat en gäst, vilket gjorde att de var tretton i stället för de inbjudna fjorton. Vidskepelsen väger tungt för den unge skådespelaren Donald Ross och det går illa för honom liksom för Jane Wilkinson och hennes imitatör.
Romanens titel är hämtad från den folkkristna föreställningen att det innebär otur att vara tretton vid bordet, eftersom Jesus och lärjungarna var så många vid den sista måltiden.

## Litterär betydelse och mottagande
The Times Literary Supplement för den 21 september 1933 recenserade boken i positiva ordalag och kommenterade det faktum att "det var en slumpartad kommentar från en främling på gatan som fick honom på rätt spår. Tre sådana mord är emellertid tillräckligt för att anstränga den mest övermänskliga detektivens krafter, och vi missunnar honom inte ett enda lyckokast."
Isaac Anderson avslutade sin recension i The New York Times Book Review den 24 september 1933 med att säga: "Den här historien presenterar ett högst genialt brottspussel och en ännu mer genial lösning, allt framställt med den fulländade skicklighet som Agatha Christie är härskarinna över."
Robert Barnard: "Handlar om en social/konstnärlig miljö som ligger ganska långt från Christies vanliga rytm: aristokrater, skådespelerskor, societetslejon, rika judar. Antisemitismen är mer dämpad än i de tidiga thrillers, men lämnar ändå en otäck eftersmak (detta är den sista boken där den tränger sig på). I övrigt smart och ovanligt, med förhållandet mellan Hastings och Poirot gjort mindre grovt än vanligt."